# Sandra von Ruffin

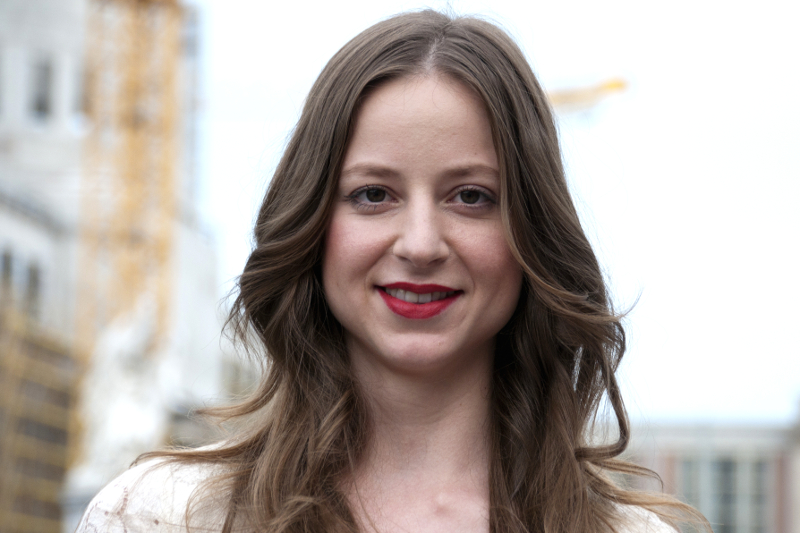
Sandra von Ruffin (2016)

Sandra Freifrau von Ruffin (* 2. Dezember 1986 in Hamburg) ist eine deutsche Schauspielerin und Produzentin von Kunst- und Kulturprojekten.

## Leben
Sandra von Ruffin ist die jüngere der beiden Töchter der Sängerin Vicky Leandros und des Enno Freiherr von Ruffin. Ihre ältere Schwester ist Milana Freifrau von Ruffin. Die beiden haben einen älteren Halbbruder aus der ersten Ehe ihrer Mutter. Ihr Großvater ist der ehemalige griechische Schlagersänger Leo Leandros, der in den 1950er Jahren mit deutschsprachigen Liedern in Deutschland bekannt wurde. Kindheit und Jugend verbrachte Sandra von Ruffin auf dem schleswig-holsteinischen Gut Basthorst, im Alter von 16 Jahren ging sie nach England und machte dort ihr Abitur. Nach Deutschland zurückgekehrt studierte von Ruffin an der Berliner Humboldt-Universität die Fächer Neuere und Neueste Geschichte, Kunstgeschichte und Kulturwissenschaft. 2011 erfolgte der Abschluss als Magister.
Nachdem sie bereits während des Studiums Schauspielunterricht genommen hatte, ging von Ruffin 2011 zurück nach England und setzte ihre Ausbildung an der London Academy of Music and Dramatic Art fort. Seitdem ist sie überwiegend als Film- und Fernsehschauspielerin bekannt. Bereits 2009 debütierte sie in einer Folge von SOKO Wismar. Nach weiteren Gastrollen in anderen Serien stellte sie 2016 in dem Doku-Drama Der Traum von Olympia – Die Nazispiele von 1936 die jüdische Hochspringerin Gretel Bergmann dar. Dafür wurde sie mit dem Jupiter Award „Beste Schauspielerin National“ nominiert. Von 2018 bis 2020 spielte Sandra eine der Hauptrollen in der experimentellen Comedyserie „Festival der Liebe“ des Münchner Senders Tele 5 neben Friedrich Liechtenstein, Saralisa Volm und Komi Mizrajim Togbonou. 2019 ging das Ensemble auch auf eine große Deutschland-Theater Tournee und wurde im Januar 2020 für den Grimme-Preis nominiert. Anfang 2019 stellte von Ruffin in der Talkshow Riverboat den Film Das letzte Mahl von Florian Frerichs vor, in dem sie ebenfalls eine der Hauptrollen spielt. Ein Jahr später im Januar 2020 ging sie auf eine Deutschlandtournee zusammen mit dem Weltstar Maria Farantouri und dem israelischen Tenor Assaf Kacholi. Anlässlich des 75. Jahres der Befreiung von Auschwitz rezitierte von Ruffin die Texte des KZ-Überlebenden Iakovos Kambanellis, u. a. neben Iris Berben und Cem Özdemir. 2021 ist sie in dem Kinofilm STAND UP! Was bleibt, wenn alles weg ist von Timo Jacobs zu sehen, in dem sie zum ersten Mal auch an Produktion und Regie mitgearbeitet hat. Sandra von Ruffin veröffentlichte auch einige Artikel.
Im Jahr 2016 war Sandra von Ruffin Vize-Direktorin des ersten, von Asteris Kutulas und Ina Kutulas initiierten griechischen Filmfestivals in Berlin, Hellas Filmbox, bei der zweiten Edition 2017 war sie Festival-Direktorin, in den folgenden Jahren Geschäftsführerin und Festival-Direktorin. Jedes Jahr wurden um die 50–60 Filme gezeigt. Darüber hinaus kuratierte sie u. a. große Kunstausstellungen wie die HELLAS ART BOX, holte griechische Theaterstücke auf Berliner Bühnen, organisierte zahlreiche Talkrunden und Workshops mit internationalen Gästen. Zwischen 2015 und 2019 moderierte sie stets auch die Eröffnung des Festivals vor 500 geladenen Gästen, u. a. dabei Bundespräsident a. D. Joachim Gauck, Oscar-Preisträger wie Costa-Gavras und Volker Schlöndorff, Ulrich Tukur uvm. Sie ist im Besitz von Segel-, Jagd- und Waffenscheinen und spricht neben Deutsch Englisch und Griechisch.
Im September 2022 wirkte sie als Schauspielerin in Lola Arias’ Rechercheabend Mother Tongue am Maxim Gorki Theater Berlin mit.
Im Oktober 2019 heiratete Sandra von Ruffin den Schriftsteller und Juristen Constantin Klemm. Im Jahr 2021 zogen sie nach Hamburg-Ottensen.

## Filmografie (Auswahl)
- 2009: SOKO Wismar – Ein Wolf kommt selten allein
- 2009: Tierärztin Dr. Mertens – Die Arche Noah
- 2011: Powder Girl
- 2013: Tierärztin Dr. Mertens – Am Scheideweg
- 2013: SOKO – Der Prozess
- 2014: Familie Dr. Kleist – Träume
- 2014: Um Himmels Willen – Zivilcourage
- 2014: In aller Freundschaft – Bittere Vorwürfe
- 2014: Ein Fall von Liebe – Annas Baby
- 2014: Toleranz
- 2015: Sibel & Max – Positiv
- 2016: Der Traum von Olympia – Die Nazispiele von 1936
- 2016: Zwei verlorene Schafe
- 2016: Gut zu Vögeln
- 2017: Die Kanzlei – Mit harter Hand
- 2017: Das letzte Mahl
- 2017: Dance Fight Love Die – With Mikis on the Road
- 2018: Notruf Hafenkante – Schwiegermuttermonster
- 2018: Der Staatsanwalt – Die Macht der Sterne
- 2018–2020 Festival der Liebe, TV-Serie
- 2021: STAND UP! Was bleibt, wenn alles weg ist[33]